# Eurybia schreberi
Eurybia schreberi е вид многогодишно растение от семейство Сложноцветни (Asteraceae).
Цъфти в края на лятото или началото на есента.

## Разпространение
Видът е разпространен в източната част на Северна Америка. В Канада присъства само в Онтарио, а в САЩ се намира във всяка държава източно от Уисконсин, Айова, Илинойс, Кентъки и Тенеси, освен в Северна Каролина и на юг. Той е пренесен и в Европа (по-специално в Шотландия). Среща се на височина от 0 до 1200 метра.